# فیبروز

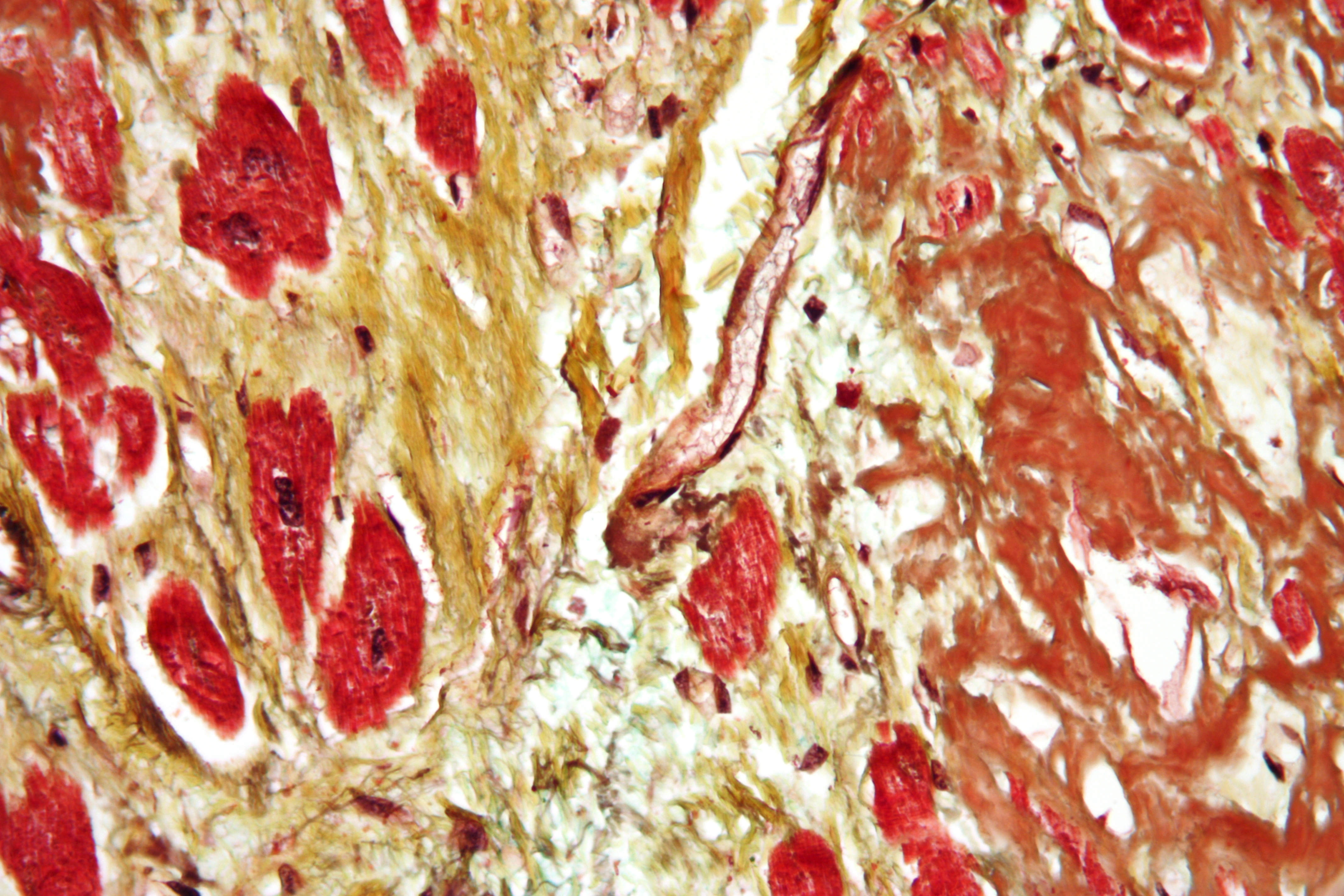
ریزنگاری قلب که نشان از تباهی رشته‌ها دارد.

فیبروز (به فرانسوی: fibrose، به انگلیسی: fibrosis) یا فسادِ الیاف، بیماری ورم بافت‌های رشته‌ای و سخت شدن بافت‌های همبند است که در نتیجهٔ فزونی‌یافتن تشکیل الیاف در بافت همبند طی یک فرایند بهبودی‌پذیر یا بهبودی‌ناپذیر رخ می‌دهد. فیبروز ممکن است خوش‌خیم، بدخیم یا بیماری‌زا باشد.
فرایند فاسد شدن رشته‌ها مانند فرایند ایجاد جوشگاه است که در هر دو اختلال، یاخته‌های تحریک‌شده، بافت همبندی شامل کلاژن و گلیکوزامینوگلیکان را فرو می‌کشند. ماکروفاژها و بافت‌های آسیب‌دیدهٔ میان سطح‌های که به آنها مایعات برون‌سلولی گفته می‌شود، تولید فاکتور رشد دگرگون‌ساز بتا (TGF-ß) می‌کنند. این فاکتور رشد، تکثیر و فعال‌سازی فیبروبلاست‌ها را تحریک می‌کند و باعث ته‌نشین‌گذاری بافت همبند می‌شوند.

## گونه‌ها
فیبروز ممکن است در بافت‌های مختلف بدن پیشامد کند:

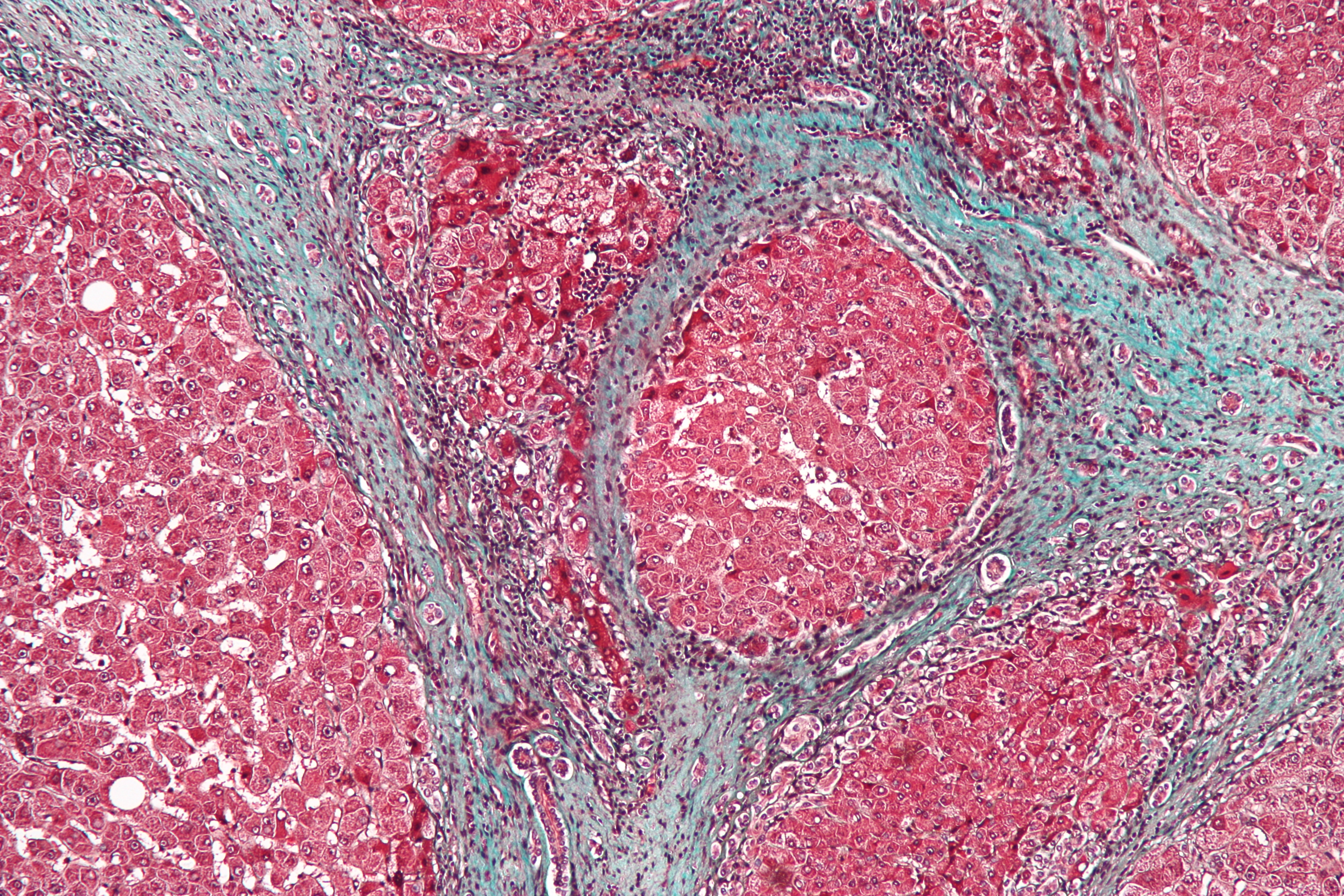
ریزنگارهٔ سیروز کبدی

### ریه
- فیبروز ریه
  - فیبروز ریوی ایدیوپاتیک
  - فیبروز سیستیک

### کبد
- سیروز

### قلب
- فیبروز اندومیوکاردیال
- سکته قلبی
- فیبروز دهلیزی

### دیگر بافت‌ها
- فیبروز میان‌سینه‌ای در بافت نرم میان‌سینه
- میلوفیبروز در مغز استخوان
- بیماری اورموند در صفاق
- فیبروز توده‌ای پیشرفته در ریه، پنوموکونیوز
- فیبروز سیستمی نفروژنیک در پوست
- بیماری کرون در روده
- کلوئید پوست
- اسکلرودرمی/اسکروز سیستمی در پوست و ریه
- آرتروفیبروز در مفصل و زانو
- بیماری پیرونی در آلت تناسلی مردان
- بیماری دوپویترن در دستان و انگشتان
- بعضی اقسام بیماری شانه یخ‌زده در شانه و کتف